# Kalmar AIK FK

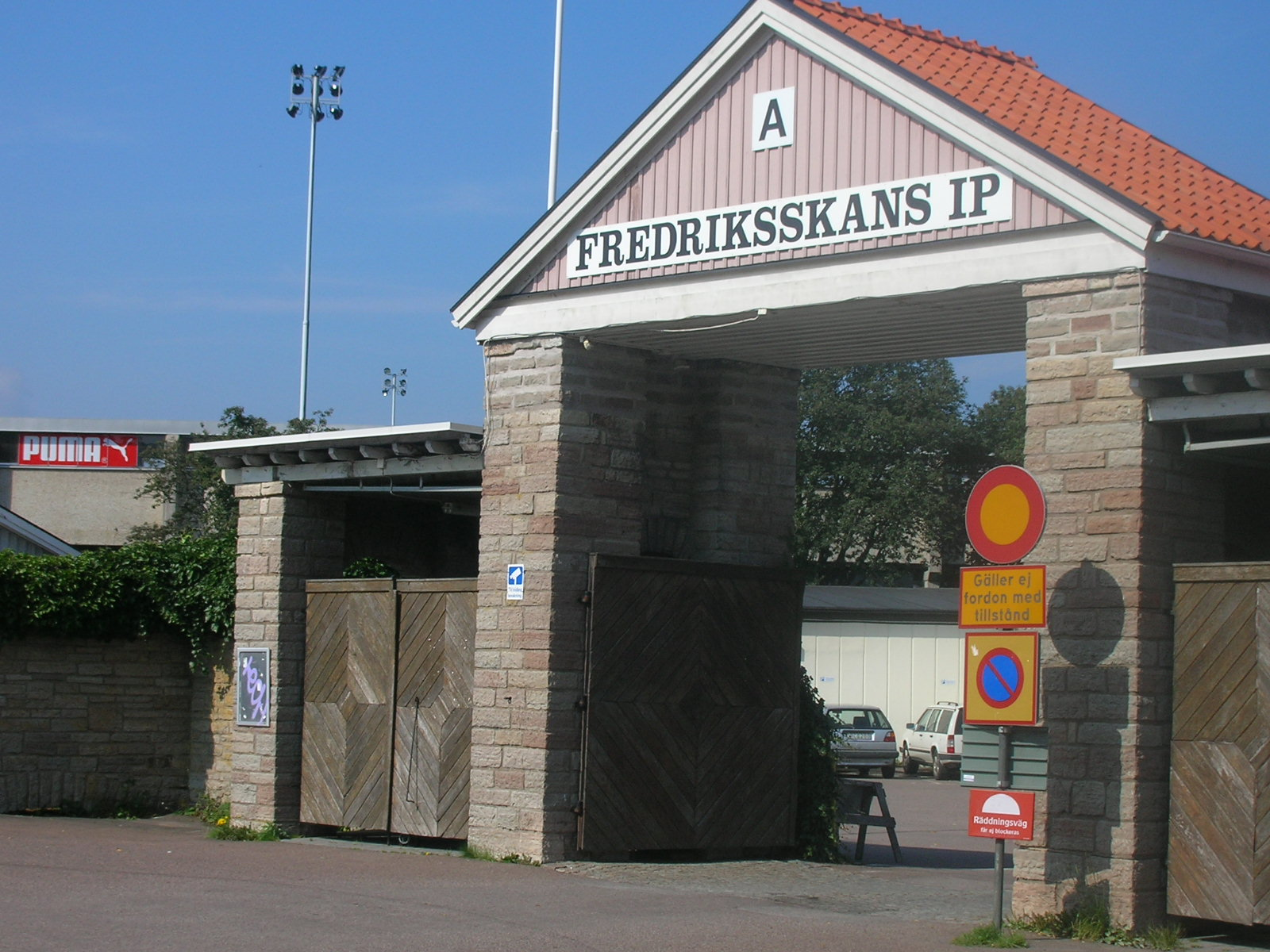
Fredriksskans

Kalmar Allmänna Idrottsklubb Fotbollsklubb is een Zweedse voetbalclub uit Kalmar.
De club werd opgericht in 1903 als Glad Ungdom. In 1905 werd de naam IK Örnen en in 1909 Kalmar Idrottsklubb. Ondertussen werd in 1907 IK Falken opgericht. Beide clubs fuseerden in 1917 tot Kalmar Allmänna Idrottsklubb, Kalmar AIK. Aangezien de club een omnisportvereniging is, werden in 2000 de letters FK (Fotbollsklubb) achter de naam geplaatst.
Kalmar AIK speelt net als stadgenoot Kalmar FF haar thuiswedstrijden in stadion Fredriksskans.